# Pedro IX do Congo
Pedro IX (Pedro Afonso Mansala, ???? – 1962) foi o último manicongo titular em São Salvador, reinando de setembro á outubro de 1962. 

## Biografia
Pedro IX foi proclamado rei (manicongo) em São Salvador em setembro de 1962, logo após a regência de Isabel Maria da Gama. Ele viria a falecer em outubro do mesmo ano, deixando a regência novamente nas mãos de Isabel Maria da Gama até 1975, quando após a independência de Angola, a realeza titular do Congo foi abolida. 

## Referência
1. ↑  Damba, Muana. «O REINO DO CONGO - A decadência final do Reino do Congo». Portal da Damba e da História do Kongo (em espanhol). Consultado em 26 de setembro de 2020
2. ↑  «Slave exports by ethnic origin». Slavery, Colonialism and Economic Growth in Dahomey, 1640–1960: 335–339. 30 de abril de 1982. doi:10.1017/cbo9780511563072.016. Consultado em 26 de setembro de 2020